# مساعدة للأبطال

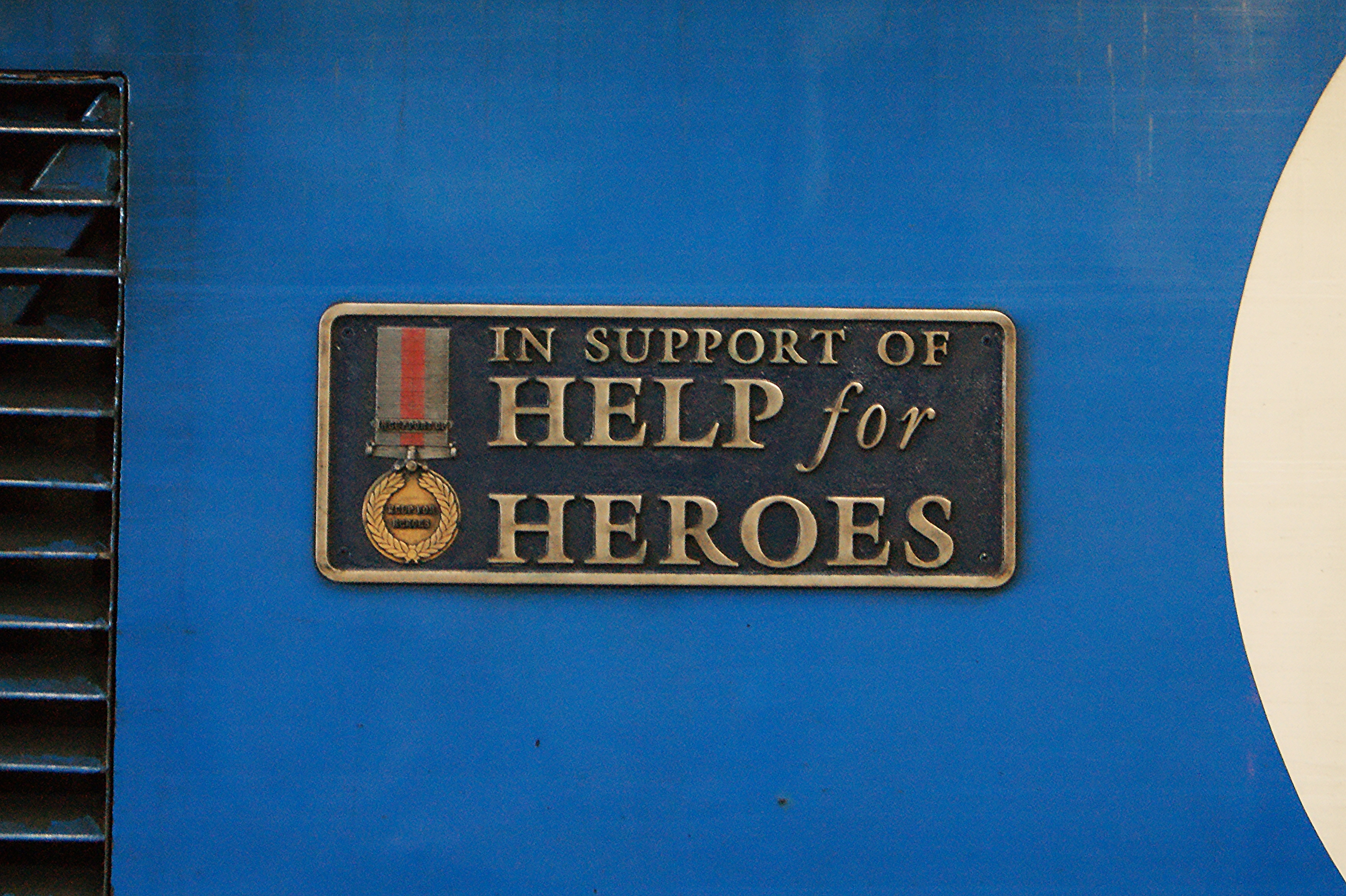
قاطرة من الفئة 43 تابعة للسكك الحديدية البريطانية تحمل لوحة تحمل اسمًا تعلن دعمها لمبادرة مساعدة الأبطال

"مساعدة الأبطال" هي مؤسسة خيرية بريطانية تدعم أفراد مجتمع القوات المسلحة البريطانية في صحتهم البدنية والعقلية، بالإضافة إلى احتياجاتهم المالية والاجتماعية والرفاهية. تأسست الجمعية الخيرية في عام 2007 على يد برين وإيما باري بعد أن زارا الجنود في مستشفى سيلي أوك في برمنغهام. تدعم المؤسسة الخيرية الآن جميع المحاربين القدامى، والموظفين العاملين، وأولئك الذين خدموا جنبًا إلى جنب مع الجيش البريطاني، وعائلاتهم.
لقد دعمت مؤسسة مساعدة للأبطال أكثر من 28500 فردًا منذ عام 2007 من خلال خدماتها الداعمة جسديًا ونفسيًا وماليًا وتعليميًا ورياضيًا وزمالة ورعاية اجتماعية. يتم تمويل عمل الجمعية الخيرية بالكامل تقريبًا من خلال التبرعات العامة.

## تاريخ
تأسست منظمة مساعدة الأبطال على يد الزوج والزوجة، برين وإيما باري، في أكتوبر 2007 بعد اجتماع مع الجنرال السير ريتشارد دانات، رئيس هيئة الأركان العامة، والرئيس المحترف للجيش البريطاني آنذاك. كان برين قد خدم مع سترات خضراء ملكية لمدة 10 سنوات، قبل أن يغادر ليصبح رسام كاريكاتير. قام الزوجان بزيارة مستشفى سيلي أوك في يوليو 2007، حيث التقيا برجال ونساء عسكريين أصيبوا في الحروب في العراق وأفغانستان. لقد قرروا أنهم بحاجة إلى القيام بشيء للمساعدة.
في البداية أراد الزوجان جمع الأموال لإنشاء حمام سباحة مخصص للمحاربين القدامى المصابين في مركز إعادة التأهيل الطبي للدفاع في هيدلي كورت في ساري. ومع ذلك، تمكنوا خلال شهرين من جمع أكثر من 2 مليون جنيه إسترليني، وتوسعت المؤسسة الخيرية لدعم المزيد من المحاربين القدامى في تعافيهم. كما اجتذبت المؤسسة الدعم من الصحف الوطنية في المملكة المتحدة، مثل ذا صن و الصنداي تايمز التي جعلت المؤسسة الخيرية واحدة من المستفيدين من ندائها بمناسبة عيد الميلاد في عام 2007، حيث جمعت أكثر من 600 ألف جنيه إسترليني. عين كل من برين وإيما باري كأصحاب رتبة الإمبراطورية البريطانية في تكريمات عيد ميلاد الملكة لخدماتهما الخيرية في 25 نوفمبر 2010، وحصلت برين على وسام الإمبراطورية البريطانية في فبراير 2023.
في مايو 2013، شهدت منظمة مساعدة للأبطال ارتفاعًا حادًا في التبرعات بعد مقتل الجندي لي ريجبي في وولويتش، لندن. وكان ريجبي يرتدي قميصًا مكتوبًا عليه مساعدة للأبطال عندما تعرض للهجوم. تلقت الجمعية الخيرية أكثر من 600 ألف جنيه إسترليني في شكل تبرعات في الأسبوع الذي تلا وفاته.
في نوفمبر 2016، أصبحت ميلاني ووترز، الرئيسة التنفيذية السابقة لمؤسسة مصنع الخشخاش، الرئيسة التنفيذية للجمعية الخيرية عندما تنحى برين باري عن منصبه بعد تسع سنوات في المسؤولية.
في عام 2020، اضطرت الجمعية الخيرية إلى تسريح 110 موظفين بسبب ارتفاع الطلب وانخفاض حاد في التبرعات نتيجة لجائحة كوفيد-19.
ساعدت الجمعية الخيرية في تدريب واختيار وإرسال فريق المملكة المتحدة إلى دورة ألعاب إنفيكتوس الأولى التي أقيمت في لندن عام 2014. واستمرت في دعم فريق المملكة المتحدة في دورات إنفكتوس الأربع التالية. في مايو 2022، وافقت وزارة الدفاع على اقتراح من الفيلق الملكي البريطاني لقيادة عملية التسليم الشاملة لفريق المملكة المتحدة على مدى السنوات الخمس التالية، مما أنهى مشاركة مساعدة للأبطال في ألعاب إنفكتوس.
في سبتمبر 2022، أعلنت الرئيسة التنفيذية ميلاني ووترز أنها ستترك المؤسسة الخيرية بعد أكثر من خمس سنوات في منصبها. عين نائب الرئيس التنفيذي للجمعية الخيرية جيمس نيدهام رئيسًا تنفيذيًا مؤقتًا، قبل تعيينه رئيسًا تنفيذيًا دائمًا للجمعية الخيرية في مارس 2023.

## مراكز التعافي

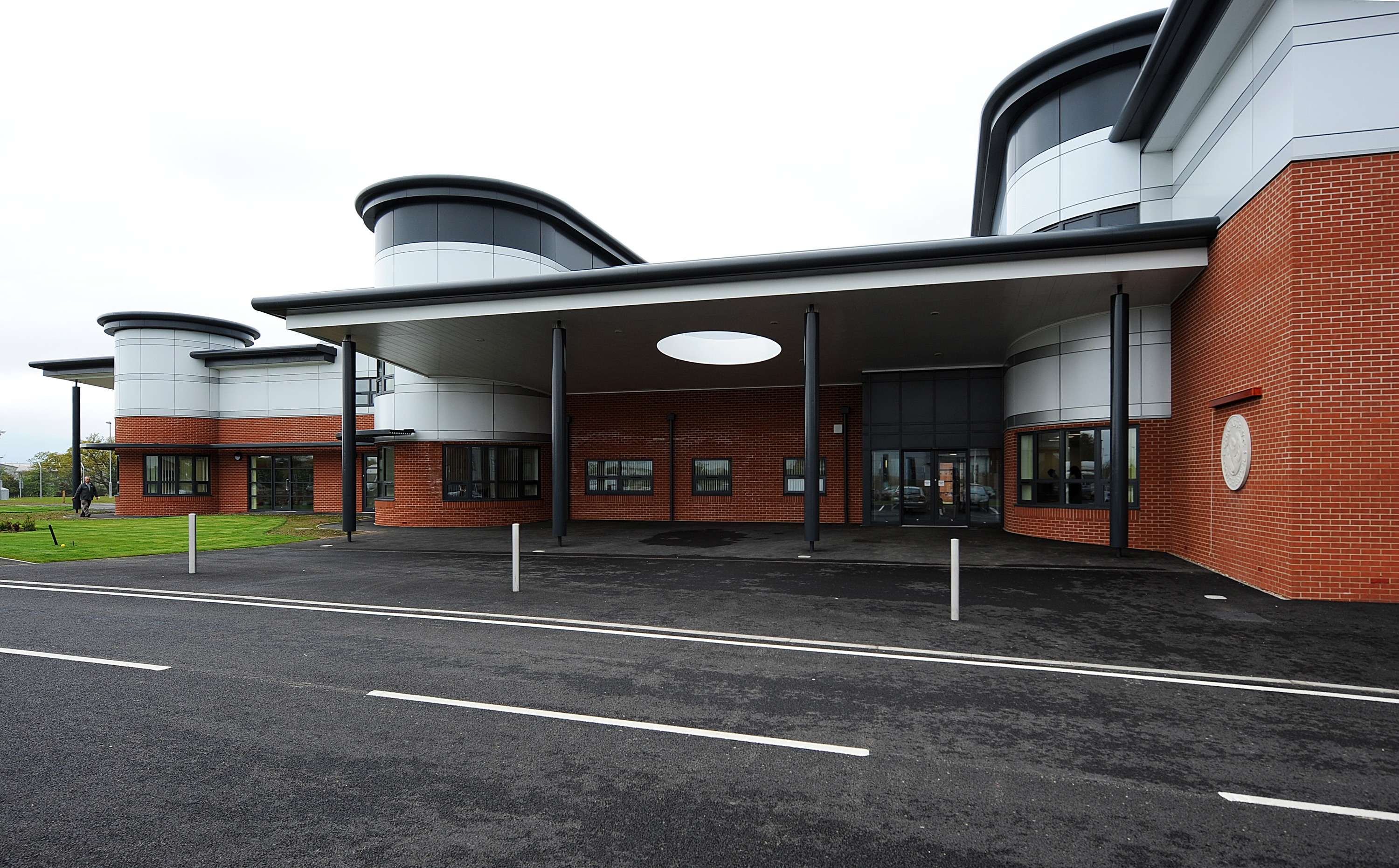
يعد مركز منزل تشافاس في سي للتعافي الشخصي في كولشيستر مملوكًا لوزارة الدفاع، ولكن يتم تمويل بنائه وتشغيله جزئيًا من قبل مؤسسة مساعدة للأبطال.

بالتعاون مع وزارة الدفاع والفيلق الملكي البريطاني، تدير منظمة مساعدة للأبطال أربعة مراكز للتعافي: منزل تيدورث (تيدوورث، ويلتشير)، ومنزل تشافاس في سي (كولشيستر، إسيكس)، ومركز التعافي التابع للخدمة البحرية (بليموث، ديفون)، ومنزل فينيكس (كاتيريك، شمال يوركشاير). كل مركز هو موقع لبرنامج القدرة على التعافي الدفاعي. يتلقى المشاركون في البرنامج الدعم الطبي والنفسي والرعاية الاجتماعية المنسق، المصمم لمساعدتهم على التغلب على المرض والإصابة، وفي النهاية العودة إلى الخدمة الفعلية، أو الانتقال إلى الحياة المدنية.
في سبتمبر 2020، وبسبب الضغوط المالية الناجمة عن جائحة كوفيد-19، أعلنت منظمة مساعدة للأبطال أنها ستغلق ثلاثة من مراكز التعافي التابعة لها في المستقبل المنظور (كاتيريك، وبليموث، وكولشيستر)، وستركز بدلاً من ذلك على تقديم خدمات التعافي الرقمي والمجتمعي.

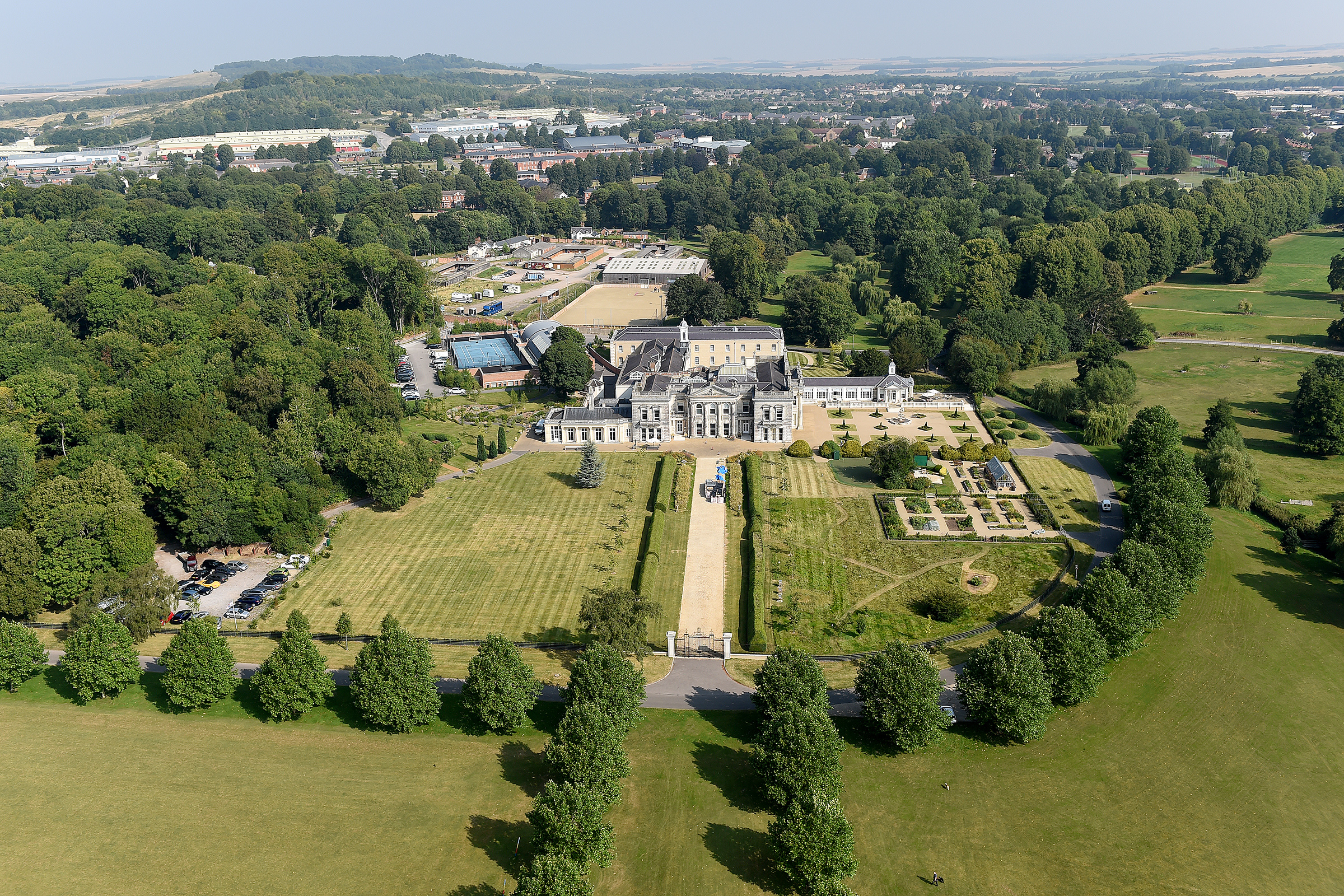
يعد منزل تيدورث، بالقرب من تيدورث، ويلتشير، أحد مراكز التعافي التابعة لوزارة الدفاع، حيث توفر منظمة مساعدة للأبطال تمويلًا رئيسيًا لجميع برامج دعم التعافي.

## دعم التعافي
توفر مساعدة للأبطال دعم الاسترداد الفردي على النحو التالي:
· الدعم النفسي - تقدم خدمة الجروح الخفية التقييم والعلاج للصعوبات المتعلقة بالصحة العقلية. يقدم فريق الأطباء المدربين مجموعة من العلاجات بما في ذلك العلاج السلوكي المعرفي والاستشارات.
· دعم الرعاية الاجتماعية - يعمل فريق إدارة الحالة مع الأفراد والأسر التي لديها احتياجات متعددة أو معقدة. إنهم يقدمون المشورة والتوجيه بشأن مجموعة من قضايا الرعاية الاجتماعية، مثل المال والصحة والإسكان والفوائد.
· فريق الاتصال السريري للمحاربين القدامى - يتكون الفريق من ممرضات مسجلات ومعالجين مهنيين ومستشارين طبيين. إنهم يعملون مع الرجال والنساء الذين يعانون من تحديات صحية جسدية، ويساعدونهم في الوصول إلى العلاجات المتخصصة، والحصول على المعدات السريرية، وإعادة التواصل مع المجتمع.
· برنامج المصابين بإصابات خطيرة للغاية - يدعم البرنامج الرجال والنساء الذين يعانون من إصابات كارثية ويحتاجون إلى رعاية على مدار الساعة؛ وتساعدهم المؤسسة الخيرية في الوصول إلى الدعم مثل علاج النطق واللغة، والمساعدة المالية في تكاليف مقدم الرعاية، والمعدات المتخصصة.
· فريق المنح - يمكن منح المنح لأولئك الذين يحتاجون إلى دعم مالي عاجل للتعافي.
· فريق الرياضة والنشاط والزمالة - يقدم الفريق مجموعة واسعة من الأنشطة الرياضية والترفيهية والاجتماعية المجانية في جميع أنحاء المملكة المتحدة لمساعدة الأشخاص على تحسين صحتهم والحد من العزلة. كما يقدمون أيضًا دعمًا للياقة البدنية مصممًا خصيصًا.
في سبتمبر 2020، أطلقت الجمعية الخيرية كلية التعافي الافتراضية، وهي الأولى من نوعها المصممة خصيصًا للمحاربين القدامى وعائلاتهم. صممت جميع الوحدات التعليمية لتمكين المحاربين القدامى من تولي مسؤولية تعافيهم.

## برنامج التعافي الرياضي
شاركت مؤسسة مساعدة للأبطال في التعافي الرياضي منذ عام 2008، مما يتيح لأولئك الذين تدعمهم المؤسسة الخيرية الوصول إلى عدد من الرياضات المختلفة، وتمكين الجرحى والمصابين والمرضى من أفراد الخدمة والمحاربين القدامى من المشاركة في الرياضات التكيفية. تقدم خدماتها الرياضية مجموعة واسعة من الأنشطة في المجتمع وعلى جميع مستويات القدرات، من الترفيهية إلى التنافسية.
عملت منظمة مساعدة للأبطال بالشراكة مع الجمعية البارالمبية البريطانية، والرياضة في المملكة المتحدة، والمعهد الإنجليزي للرياضة لتعريف العسكريين والمحاربين القدامى بالرياضة البارالمبية من خلال برنامجها "من الخط الأمامي إلى خط البداية".
بالتعاون مع UK Coaching، أطلقت المؤسسة الخيرية برنامج أكاديمية التدريب التجريبي في عام 2022، مما يمنح المحاربين القدامى فرصة التدريب للحصول على مؤهل تدريب رياضي وبناء مهاراتهم في الحياة المدنية.
كانت منظمة مساعدة للأبطال مسؤولة عن تدريب واختيار وتطوير فريق المملكة المتحدة في النسخ الأربع الأولى من ألعاب إنفكتوس : 2014 (لندن)، 2016 (أورلاندو، فلوريدا، الولايات المتحدة الأمريكية)، 2017 (تورنتو، أونتاريو، كندا)، و2018 (سيدني). عملت منظمة مساعدة للأبطال بالشراكة مع وزارة الدفاع والفيلق الملكي البريطاني لدعم فريق المملكة المتحدة. كان من المقرر أن تقوم الجمعية الخيرية بتسليم وتدريب الفريق المكون من 65 فردًا في دورة ألعاب إنفكتوس 2020 في لاهاي، والتي تم تأجيلها إلى عام 2022 بسبب جائحة COVID-19. في مايو 2022، أُعلن أن وزارة الدفاع قد قبلت اقتراحًا من الفيلق الملكي البريطاني لقيادة التسليم الشامل لفريق المملكة المتحدة على مدى السنوات الخمس التالية، مما أنهى ارتباط مساعدة للأبطال الذي دام ثماني سنوات مع ألعاب إنفكتوس.

## المنح
قامت مؤسسة مساعدة للأبطال في السابق بتمويل أكثر من 90 مؤسسة خيرية ومنظمة متخصصة؛ بما في ذلك أمنية وينستون ومصنع الخشخاش وبليسما ومحاربة الإجهاد. تركز الجمعية الخيرية الآن دعمها المالي في شكل منح فردية للأفراد الجرحى والمحاربين القدامى وعائلاتهم. في عام 2019، منحت الجمعية الخيرية 819 منحة من هذا القبيل، بلغ مجموعها 703000 جنيه إسترليني، ليصل إجمالي الجوائز الممنوحة حتى الآن إلى 12969. في عام 2022، قدمت الجمعية الخيرية منح الاحتياجات الفورية لمساعدة الأفراد في دفع فواتير الغذاء والطاقة استجابة لأزمة تكلفة المعيشة.

## المالية
أكثر من 90 بالمائة من دخل الجمعية الخيرية يأتي من التبرعات العامة. مصادر دخلها الرئيسية هي الإرث، والعطاء المنتظم، والمنح، والتجارة، وفعاليات جمع التبرعات والتحديات.
في سبتمبر 2020، أعلنت الجمعية الخيرية أن دخلها انخفض بسبب جائحة كوفيد-19. وردًا على ذلك، أطلقت نداءً عاجلاً في أكتوبر 2020، وجمعت أكثر من 150 ألف جنيه إسترليني في شكل تبرعات.
في السنة المالية 2020/21، أعلنت منظمة مساعدة للأبطال عن دخل قدره 18.5 مليون جنيه إسترليني (أعلى من هدفها البالغ 17.3 مليون جنيه إسترليني) ونفقات قدرها 36.3 مليون جنيه إسترليني.

## الأحداث والتحديات
تقدم منظمة مساعدة للأبطال مجموعة من التحديات والفعاليات لجمع التبرعات بما في ذلك ركوب الدراجات في المملكة المتحدة وأوروبا، والقفز بالمظلات، والماراثونات، والمشي، والرحلات إلى نيبال وماتشو بيتشو.

### جولة الدراجات في ساحة المعركة الكبرى
يعد سباق الدراجات في ساحة المعركة الكبرى أكبر حدث لجمع التبرعات للجمعية الخيرية. أقيمت النسخة الأولى من التحدي في مايو 2008 عندما انطلق 300 راكب دراجات من سفينة إتش إم إس فيكتوري في بورتسموث إلى شمال فرنسا، متتبعين بعض أهم مواقع معارك الحرب العالمية الأولى والحرب العالمية الثانية في المنطقة، ثم عادوا إلى النصب التذكاري في لندن. وقد تم تنظيم 11 رحلة أخرى بالدراجات، قطعت خلالها مسافة إجمالية تبلغ 3000 ميل، وجمعت حوالي 10 ملايين جنيه إسترليني للأعمال الخيرية.

### فعاليات المشجعين

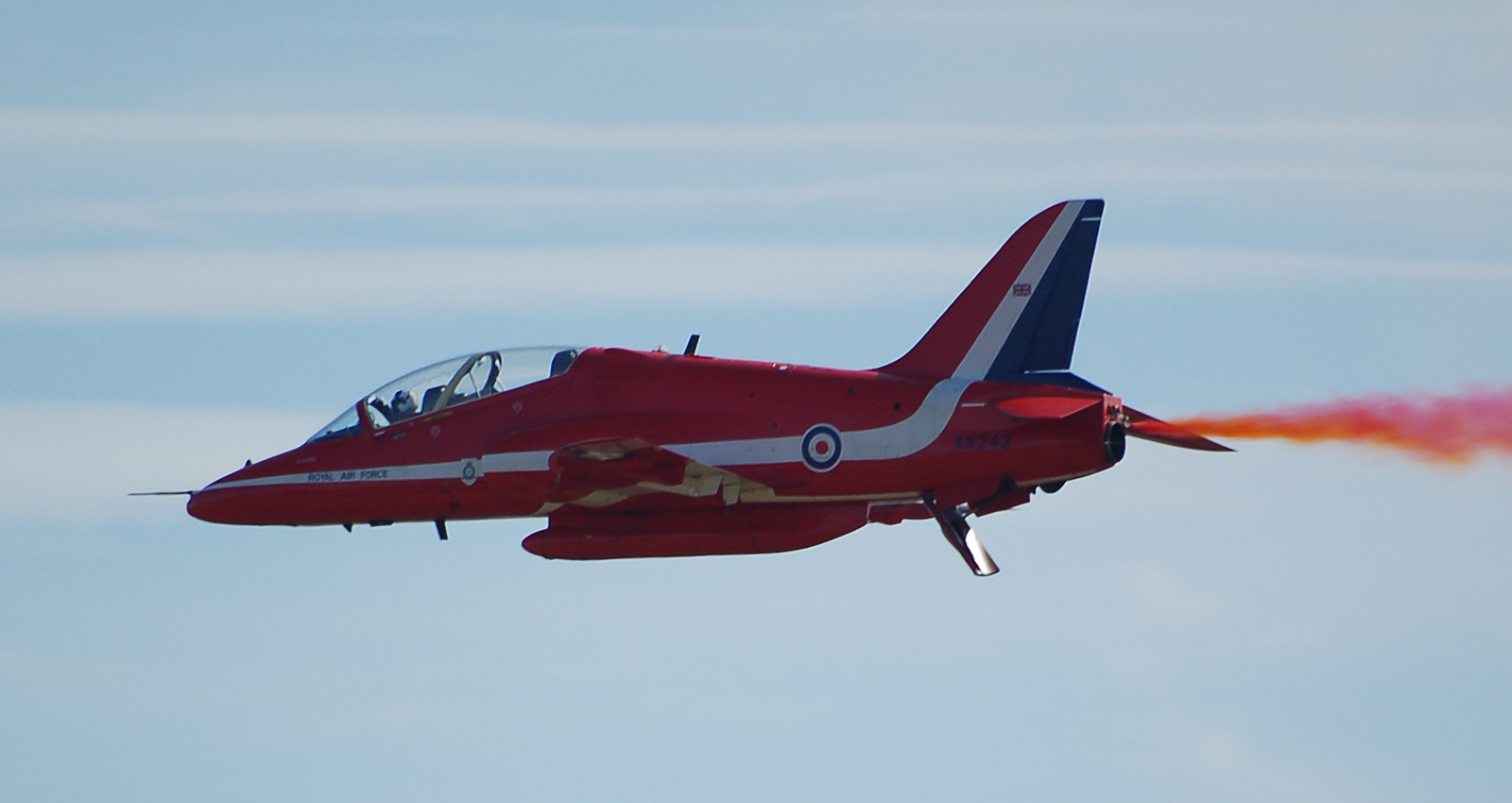
طائرة هوك تي1 من سلاح الجو الملكي السهام الحمراء

في 5 سبتمبر 2008، أقامت مؤسسة H4H حفل الأبطال لجمع التبرعات. وتضمن المزاد الخيري جائزة تبرعت بها القوات الجوية الملكية البريطانية للطيران مع فريق السهام الحمراء، وهو فريق الاستعراضات الجوية التابع للقوات الجوية الملكية البريطانية. وكان العرض الفائز 1.5 جنيه إسترليني مليون دولار، مما أعطى الفائزة، جولي هيسلدن، الفرصة لها ولثمانية أفراد من عائلتها للسفر في طائرات هوك الخاصة بالفريق. صرحت القوات الجوية الملكية البريطانية عن هذا العرض قائلةً: "نعلم أنها جائزة مميزة - فرصة لا تتكرر إلا مرة واحدة في العمر - لكننا جميعًا مندهشون من سخاء شخص ما. إن القوات الجوية الملكية البريطانية سعيدة جدًا بمساعدتها في جمع هذا المبلغ الضخم لهذه المؤسسة الخيرية القيّمة."

### تحية المدينة
كانت الجمعية الخيرية مستفيدًا مشتركًا من مسابقة ملكة جمال التي أقيمت في 8 مايو 2008 في لندن، والتي استضافها راعي الجمعية الخيرية جيريمي كلاركسون، وحضرها الأميران ويليام وهاري، اللذان كانا عضوين في القوات المسلحة البريطانية.

### التحديات الرياضية
في 20 سبتمبر 2008، استضاف ملعب تويكنهام مباراة تحدي اتحاد الرجبي، والتي شارك فيها لاعبو الرجبي من جميع أنحاء العالم والتي جمعت 1.1 مليون جنيه إسترليني، وتم بثها على الهواء مباشرة. وتضمنت المباراة بطولة مساعدة للأبطال XV وبطولة إنترناشيونال سيليكت XV. عمل القائدان السابقان لمنتخب إنجلترا فيل دي جلانفيل ولورانس دالاجليو كمدير للفريق وقائد على التوالي لفريق مساعدة للأبطال XV، مع قيام لاعبي الرجبي الويلزيين إيوان إيفانز وسكوت جيبس بنفس الأدوار لفريق إنترناشيونال سيليكت XV. وضمت الفرق لاعبين من دوري غينيس الممتاز، والدرجة الأولى الوطنية، والدوري السلتي، ولاعبين من الخارج، ولاعبين من القوات المسلحة. فاز فريق مساعدة للأبطال XV بالمباراة بنتيجة 29-10 أمام حشد من 52254 شخصًا، بما في ذلك أمير ويلز ودوقة كورنوال. كان من بين المشاركين في هذا الحدث فرقة مدرسة المستشفى الملكي، وبليك، وإسكالا، وفريق القفز بالحبال التابع لقوات مشاة البحرية الملكية.
أقيمت مباراة الرجبي الثانية، "تحدي أبطال الرجبي"، في 3 ديسمبر 2011 في ملعب تويكنهام. وشهدت المباراة مشاركة لورانس دالاجليو وجيسون ليونارد وإيوان إيفانز في إدارة فريق نصف الكرة الشمالي الخامس عشر ضد فريق نصف الكرة الجنوبي، بقيادة واين سميث ونيك مالييت وإشراف مايكل ليناغ وشون فيتزباتريك.
في 12 نوفمبر 2009، أقيمت مباراة كرة قدم في ملعب ماديجسكي في ريدينغ، بيركشاير، بين فريق إنجلترا XI وفريق بقية العالم XI، يلعبان على كأس الأبطال. وضمت الفرق لاعبين محترفين سابقين لكرة القدم، ورياضيين آخرين ومشاهير، وأعضاء كرة القدم في القوات المسلحة. تم بث المباراة مباشرة على قناة ITV4 وخدمة البث للقوات البريطانية (BFBS)، وقام بالتعليق عليها بيتر دروي وجو رويل. فاز بقية العالم على إنجلترا بنتيجة 4-1.

### أغنية خيرية من برنامج ذا إكس فاكتور
في أكتوبر 2010، أُعلن أن المتأهلين للنهائيات في الموسم السابع من برنامج ذا إكس فاكتور سوف يقومون بتسجيل نسخة من أغنية Heroes التي غنّاها ديفيد بوي عام 1977. تم إصدار الأغنية لدعم H4H والفيلق الملكي البريطاني. وقد قام جميع المتأهلين الستة عشر للنهائيات في الموسم السابع بأداء الأغنية في نتائج يوم 20 نوفمبر 2010. في الأسبوع الأول من إصداره، وصل مباشرة إلى المركز الأول، وبيع منه 313,244 نسخة، أي أكثر من مبيعات بقية العشرة الأوائل في ذلك الوقت مجتمعين.
أعلن وزير الخزانة البريطاني أليستير دارلينج أنه سوف يتنازل فعليا عن ضريبة القيمة المضافة على المشروب الفردي، وذلك من خلال التبرع بقيمة ضريبة القيمة المضافة المدفوعة على المشروب الفردي للجمعية الخيرية. وقال "أنا أؤيد بشدة حملة مساعدة الأبطال وأؤيد أيضًا الجهود التي يبذلها المتسابقون في برنامج X Factor، واعترافًا بذلك أقترح التنازل فعليًا عن ضريبة القيمة المضافة على بيع هذه الأغاني الفردية."

### حفل مساعدة الأبطال 2010
أقيم هذا الحفل في 12 سبتمبر 2010 في ملعب تويكنهام في لندن، وشارك فيه، من بين آخرين، روبي ويليامز، وجاري بارلو، وبيتر كاي، وتوم جونز، وبيكسي لوت. تم بث الحفل مباشرة على قناة BBC One، وقدمته كات ديلي.

### قافلة الأبطال
في عيد الفصح عام 2011، أقيم أول حدث لقافلة الأبطال في جايدون في وارويكشاير، لجمع الأموال لصالح مؤسسة مساعدة الأبطال. تم تنظيم قافلة الأبطال من قبل عشاق لاند روفر، وكانت عبارة عن قافلة قياسية عالمية مكونة من 348 سيارة لاند روفر، بما في ذلك سيارات لاند روفر "النمر الوردي" التابعة للقوات الجوية الخاصة البريطانية، والعديد من جنود القوات الجوية الخاصة البريطانية أنفسهم. أقيم حدث قافلة الأبطال الثاني خلال عيد الفصح عام 2012، هذه المرة في موقع قاعة بريستوولد الأكبر في ليسيسترشاير.

### رالي أوروبا للسيارات الرباعية الدفع
رالي مساعدة الأبطال 4x4 الأوروبي هو تجمع سنوي غير سريع لساحة المعركة يقام في شهر يونيو. لقد جمع الحدث أكثر من 1 جنيه إسترليني مليون دولار للأعمال الخيرية. يبدأ البرنامج في إنجلترا، ويغطي مسافة 2000 ميل ويزور سبع دول في اثني عشر يومًا، ويزور ساحات معارك الحرب العالمية الأولى والثانية والمتاحف. إنها مفتوحة لـ 45 فريقًا من المركبات القادرة على السير على الطرق الوعرة، مع وجود سائقين اثنين على الأقل لكل فريق.

## الأمناء
يعتبر مجلس أمناء مؤسسة مساعدة الأبطال، الذي يعمل بصفة تطوعية غير مدفوعة الأجر، مسؤولاً عن السيطرة الشاملة والتوجيه الاستراتيجي للجمعية الخيرية. رئيس مجلس الأمناء هو نايجل بوردمان، الشريك السابق في شركة المحاماة سلوتر وماي.

## السفراء والرعاة
ويضم سفراء الجمعية الخيرية مجموعة من المحاربين القدامى والموظفين العاملين وأفراد الأسرة الذين يتحدثون نيابة عن الجمعية الخيرية. ومن بين رعاتها:
- الجنرال السير ريتشارد دانات - الرئيس المحترف السابق للجيش البريطاني.
- روس كيمب - ممثل ومقدم برامج تلفزيونية وصحفي إنجليزي، أمضى بعض الوقت مع القوات البريطانية في أفغانستان لتصوير روس كيمب في أفغانستان.
- جاريث ساوثجيت - لاعب كرة قدم محترف سابق ومدير كرة قدم يتولى إدارة المنتخب الإنجليزي منذ عام 2016.
- أنطوني كوتون - ممثل إنجليزي أصبح راعيًا بعد أن عاد أحد أصدقائه إلى وطنه من الخدمة في الخارج في حاجة إلى الدعم.
- جيمس بلانت - مغني وكاتب أغاني إنجليزي خدم في الجيش البريطاني من عام 1996 إلى عام 2001، ونشر مع حلف شمال الأطلسي خلال حرب كوسوفو في عام 1999.
- لورين كيلي - مقدمة برامج تلفزيونية وصحفية اسكتلندية.
- جيه جيه تشالمرز - مقدم برامج تلفزيونية اسكتلندي وحائز على ميدالية في دورة ألعاب إنفيكتوس والذي خدم في مشاة البحرية الملكية لمدة تسع سنوات.
- آندي ماكناب - جندي سابق في فرقة سترات خضراء ملكية ثم في القوات الخاصة البريطانية والذي خدم معه في حرب الخليج. كان قائد دورية برافو تو زيرو في يناير 1991 ومنذ ذلك الحين كتب عددا من الكتب، وظهر في جولة آندي ماكناب للواجب، وهي سلسلة وثائقية تلفزيونية عن الحرب في أفغانستان، وحرب العراق في عام 2008.
- جين مور - صحفية ومؤلفة ومقدمة برامج تلفزيونية إنجليزية.
- مارك وبيتا كافنديش - راكب دراجات محترف بريطاني وزوجته بيتا انضما إلى الجمعية الخيرية في سباق الدراجات جولة بالدراجة في ساحة المعركة الكبيرة.
- لوسي ويندهام ريد - مدربة شخصية إنجليزية وخبيرة في اللياقة البدنية خدمت في الجيش البريطاني لمدة خمس سنوات.
- كين هامز - ضابط سابق في القوات الخاصة البريطانية والذي يعمل الآن كمقدم برامج تلفزيونية ومتحدث تحفيزي.

## نقد
في أغسطس 2012، انتقدت مجموعة من العسكريين السابقين الجرحى، الذين ظهروا في تقرير لبرنامج نیوزنایت على قناة بي بي سي، منظمة مساعدة للأبطال بسبب علاقتها بوزارة الدفاع. وزعم أن الجمعية الخيرية استخدمت الأموال لدعم المباني الباهظة الثمن التابعة لوزارة الدفاع، بدلاً من استخدامها في الرعاية اليومية للجنود. وكانت الجمعية الخيرية قد وافقت على إنفاق 153 مليون جنيه إسترليني على بناء وتشغيل خمسة مراكز إقليمية لاستعادة أفراد وزارة الدفاع، في المقام الأول للعسكريين العاملين، والتي لا يمكن للعسكريين المسرحين استخدامها إلا على أساس كل حالة على حدة. وقد أيد تحقيق لاحق أجرته وحدة الشكاوى التحريرية في هيئة الإذاعة البريطانية (بي بي سي) في تقرير برنامج نيوزنايت الأصلي شكوى المؤسسة الخيرية بشأن البرنامج، وخلص إلى أنه "لم يكن هناك أي دليل يدعم ادعاء برنامج نيوزنايت بشأن منظمة مساعدة الأبطال". أصدرت هيئة الإذاعة البريطانية اعتذارًا رسميًا في مايو/أيار 2013، لكن صحفي هيئة الإذاعة البريطانية الذي أعد التقرير ظل متمسكًا بنتائجه وشرعية المصدر.

### مركز تيدوورث هاوس للتعافي
وجدت مراجعة أجرتها لجنة الأعمال الخيرية في عام 2016 أن مؤسسة مساعدة للأبطال دفعت 158000 جنيه إسترليني لتسوية مطالبات التوظيف على مدى السنوات الأربع السابقة. إطلقت المراجعة بعد ظهور مزاعم التنمر في مركز تيدوورث هاوس للتعافي في ويلتشير. وخلصت اللجنة إلى أنه تم اتباع الإجراءات الصحيحة، وتم استخدام الأموال بشكل صحيح.

## روابط خارجية
- الموقع الرسمي
- Charity Commission. مساعدة للأبطال, registered charity no. 1120920.